# Mary Rowlandson
Mary Rowlandson (± 1637 - januari 1710) was een Engels-Amerikaanse schrijfster die tijdens de King Philip's War door Indianen gevangen werd genomen. Haar gevangenschap duurde elf weken, waarna ze tegen losgeld werd vrijgelaten. Na haar vrijlating beschreef Mary haar ervaringen in een boek getiteld The Sovereignty and Goodness of God: Being a Narrative of the Captivity and Restoration of Mrs. Mary Rowlandson, dat een van de best verkochte boeken van die tijd werd en vele malen is herdrukt. In de Amerikaanse literatuur wordt het boek van Rowlandson beschouwd als het eerste zogeheten narrative captivity, een literair genre dat later verder is uitgewerkt door onder anderen James Fenimore Cooper.

## Biografie

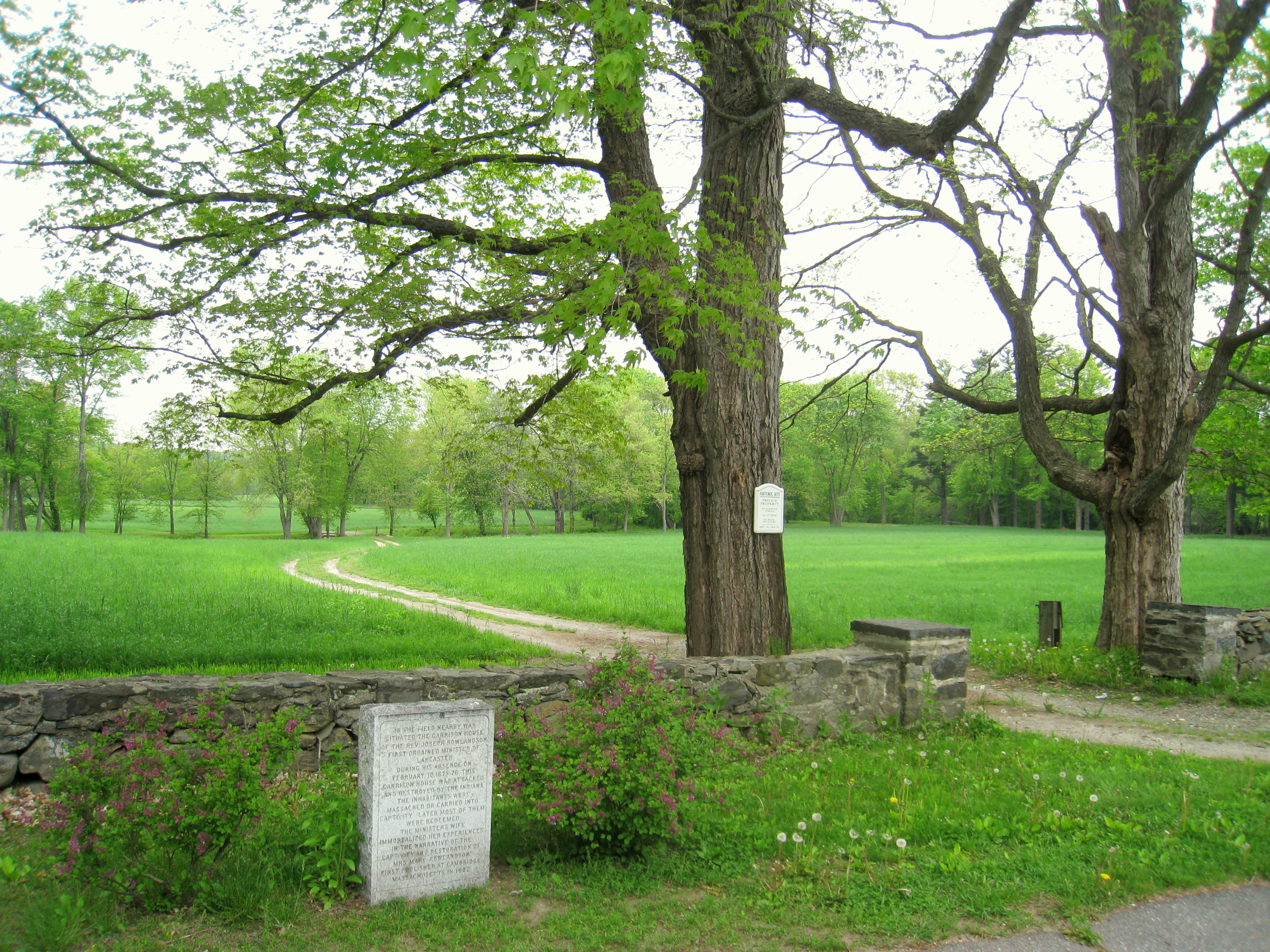
De plek in Lancaster (Massachusetts) waar Rowlandson gevangen werd genomen.

Mary Rowlandson is vermoedelijk in 1635, 1636 of 1637 als Mary White geboren in Somerset. Kort voor 1650 moet ze haar familie verlaten hebben, waarna ze zich vestigde in Salem in de Massachusetts Bay Colony. In 1653 verhuisde Mary naar Lancaster, waar ze trouwde met de Eerwaarde Joseph Rowlandson. Tussen 1658 en 1669 kregen ze vier kinderen, van wie de eerste dochter jong stierf.
In de ochtend van 10 februari 1675 werd Lancaster aangevallen door de Narragansett, Wampanoag, Nashaway en Nipmuc. Mary Rowlandson en haar drie kinderen Joseph, Mary en Sarah bevonden zich onder de gijzelaars die werden genomen, en meer dan elf weken lang werden ze gedwongen de Indianen op hun vlucht door de wildernis te begeleiden. In haar boek beschrijft ze de voor alle betrokkenen zeer zware omstandigheden tijdens deze tocht. Op 2 mei werd ze vrijgelaten tegen een losgeld van £20, dat door vrouwen in Boston was ingezameld en op Redemption Rock werd uitbetaald door John Roar.
In 1677 verhuisde de Eerwaarde Rowlandson met zijn familie naar Wethersfield (Connecticut), waar hij in april van dat jaar pastor werd. Na de dood van haar man in november 1678 kreeg Mary Rowlandson van de kerk een jaarlijks pensioen van £30 uitbetaald. Samen met haar kinderen verhuisde ze naar Boston, waar ze haar captivity narrative schreef, waarin ze zegt volledig op God te hebben vertrouwd en de Indianen "instrumenten van de Satan" noemt. In 1682 werd het boek gepubliceerd in Cambridge en nog datzelfde jaar ook in Londen.